# Лорка, Артуро
Артуро Лорка (исп. Arturo Lorca) — мексиканский актёр-комик и продюсер.

## Биография
Родился в Мексике. В мексиканском кино дебютировал в 1977 году и с тех пор на его счету 41 работа в кино, где он снимался и был продюсером. Российские зрителям он известен ролями: Хайме (Богатые тоже плачут), агента Фернандеса (Дикая Роза), Фернандо Луны (Моя вторая мама), адвоката Уртадо (Просто Мария), Габриеля (Мария Мерседес), Хосе де Хесуса (Узы любви), Чучо (Мне не жить без тебя), Эфраина Гонсалеса (Истинная любовь), и эпизодическими ролями в сериалах «Алондра» и «Ложь во спасение». На сегодняшний момент актёр по-прежнему упорно и плодотворно работает над новыми фильмами и телесериалами.

## Фильмография

### Актёр

#### Сериалы

##### Свыше 2-х сезонов
- 1985—2007 — Женщина, случаи из реальной жизни (всего 22 сезона)
- 2002—2003 — Класс 406  комендант (всего 4 сезона)
- 2008—н. в. — Роза Гваделупе — Сансеко (всего 4 сезона)
- 2011—н. в. Как говорится (всего 4 сезона)

##### Televisa
- 1977 — Свадебный марш — Салихто
- 1978 — Вивиана — мужчина в отеле
- 1979 — Богатые тоже плачут — Хайме
- 1979 — Судья — Гамлет
- 1980 — Колорина — Либорио
- 1981 — Дом, который я ограбила — Сабрера
- 1981 — Соледад — Доктор Веларде
- 1984 — Принцесса — Отто
- 1984 — Счастливые годы — Марадона
- 1985 — Бьянка Видаль — доктор Марио
- 1985 — Пожить немножко
- 1987—1988 — Дикая Роза — агент Фернандес
- 1989 — Карусель
- 1989 — Моя вторая мама — Фернандо Луна
- 1989—1990 — Просто Мария — адвокат Уртадо (дубл. Юрий Меншагин)
- 1990 — Когда приходит любовь — Начо
- 1990 — Ничья любовь — Пепе
- 1992 — Мария Мерседес — Габриель
- 1994 — Там за мостом — Томас
- 1995 — Алондра
- 1995 — Узы любви — Хосе де Хесус
- 1996 — Мне не жить без тебя — Чучо
- 1996 — Ложь во спасение
- 1997 — Мария Исабель[исп.]
- 2000 — Дом на пляже — Бермудес
- 2003 — Истинная любовь — Эфраин Гонсалес
- 2005 — Пабло и Андреа
- 2007—2008 — Секс и другие секреты
- 2009—2011 — Очарование — Артуро
- 2011 — Сила судьбы
- 2013—2014 — Моя любовь навсегда — доктор
- 2014—2015 — Моё сердце твоё

##### В титрах не указан
- 1998—1999 — Привилегия любить — дон Исайас

#### Фильмы
- 2007 — Голубые веки — менеджер Сегурос Солинда